# Leberecht Migge

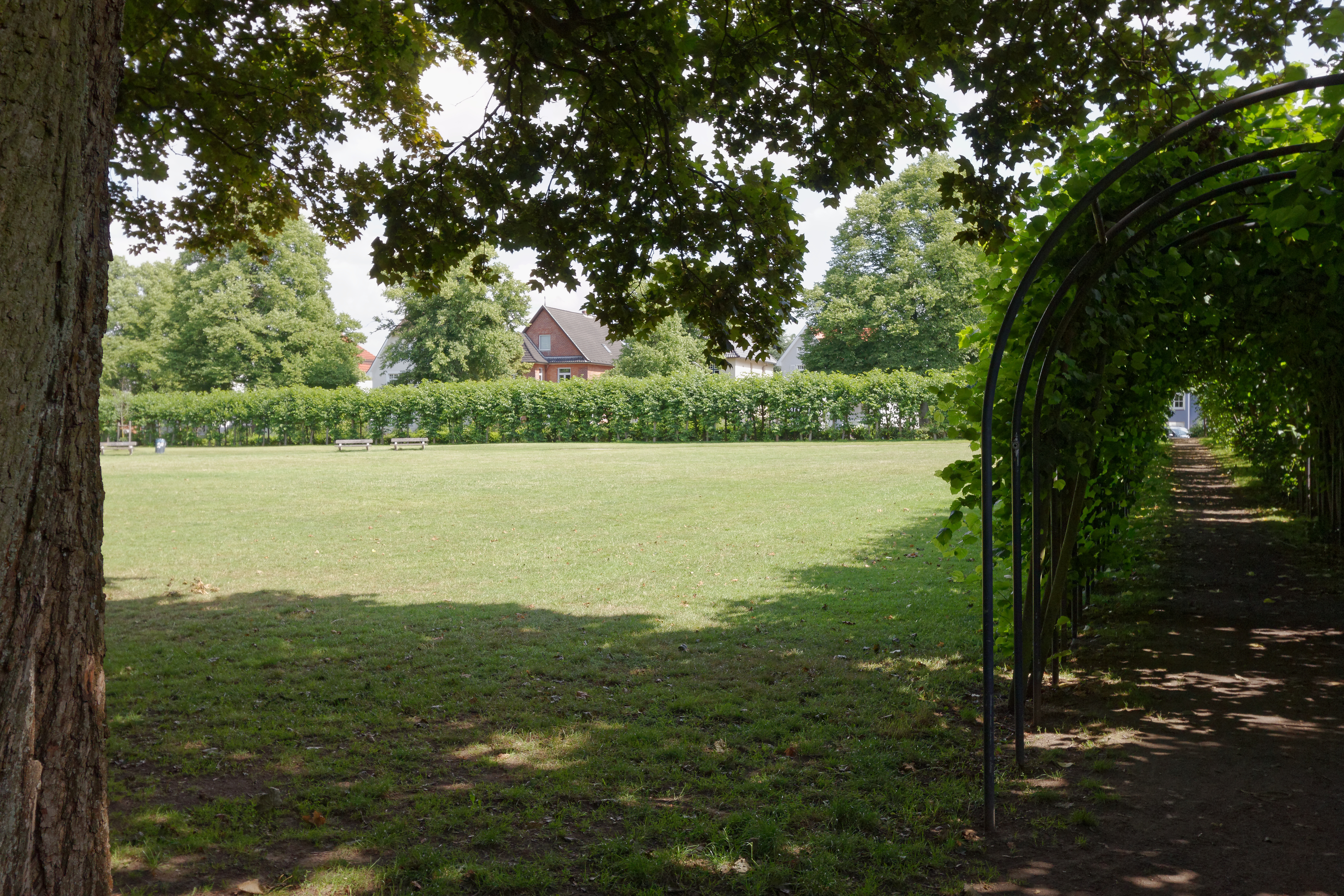
Wacholderpark, Hamburg-Fuhlsbüttel, ab 1909

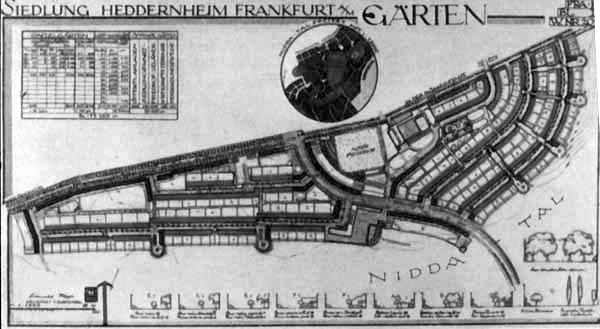
Leberecht Migge: Lage- und Gartengestaltungsplan der Siedlung Frankfurt-Heddernheim, Ende 1920er Jahre

Leberecht Migge (* 20. März 1881 in Danzig; † 30. Mai 1935 in Flensburg) war ein deutscher Landschaftsarchitekt und Autor. Er gehörte zu den einflussreichsten Gartenarchitekten des frühen 20. Jahrhunderts im deutschsprachigen Raum und deckte das Spektrum großer Siedlungsplanungen, öffentlicher Parks und privater Villengärten ab.

## Leben
Leberecht Migge wuchs als achtes von zwölf Kindern einer Danziger Kaufmannsfamilie auf. Nach einer Gartenbaulehre ab 1898 und ersten praktischen Erfahrungen in Hamburg war er dort seit 1904 bei einer der ersten großen deutschen Landschaftsbaufirmen Jacob Ochs künstlerischer Leiter. Er entwickelte sich rasch vom handwerklich-technisch ausgerichteten Gärtner zum Grüngestalter.
1910 unternahm er eine Studienreise durch England. Ab 1913 war Leberecht Migge in Hamburg-Blankenese freischaffend tätig und legte einen eigenen Hausgarten an. Bereits 1912 war er dem Deutschen Werkbund beigetreten. Gefördert durch die hierdurch entstandenen Kontakte und die Planung verschiedener öffentlicher Parks entwickelte Migge seine eigene Theorie von Rolle und Funktion der Landschaftsarchitektur. Er publizierte seine Ideen in Büchern wie „Die Gartenkultur des 20. Jahrhunderts“ (1913) und „Jedermann Selbstversorger“ (1918). Er stellte hierin seine Vorstellungen über die sozialen Funktionen des städtischen Grünraums dar und entwickelte die aus England kommende Idee der Gartenstadt zu seinem eigenen Modell weiter. Nach seiner Auffassung sollte es möglich sein, die Städte zu „autonomen Wesen“ zu entwickeln, ohne die umgebende Landschaft auszubeuten.
Migge starb 1935 an einem Nierenleiden. In Wilhelmshaven und in Frankfurt am Main, Stadtteil Riedberg, sind Straßen nach ihm benannt.

### Worpswede
Seit 1920 lebte Migge in der Künstlerkolonie Worpswede und versuchte zunächst hier seine Ideen im „Sonnenhof“-Projekt und darüber hinaus durch seine Arbeit für den Anhaltischen Siedlerverband unter Leitung von Leopold Fischer zu verwirklichen. Für den Siedlerverband plante er unter anderem die Gärten in der Versuchssiedlung „Dessau-Ziebigk“, „Hohe Lache“ und in Dessau-„Kleinkühnau“. Für Migges Nutzgärten ist typisch, dass alle Gärten einer Siedlung dem gleichen Muster folgen und durch rhythmische Akzente wie Obstbaumpflanzungen unterschieden werden. Seinem sozialreformerischen Anliegen entsprechend wurden die Gärten mit Spalieren, Komposttoiletten und Gartenlauben ausgestattet.
Die künstlerischen Auseinandersetzungen mit dem von Heimatschutzbewegung und Volksparkbewegung bestimmten Zeitgeist führten Leberecht Migge und Künstler wie Bernhard Hoetger und Heinrich Vogeler zu dem sozialreformerischen Modell der „Arbeitskommune“. In diesem Projekt wurde die Verzahnung von Gärtnerei, Landwirtschaft und angelagerten Werkstätten mit dem Ziel erprobt, Hand- und Kopfarbeit in der Kunst zusammenzuführen. Zu diesem Zweck hatte Migge den „Moorhof“ in Worpswede gegen Bezahlung mit Produkten des Hofes von dem Bildhauer Bernhard Hoetger gepachtet.
In den 1920er und 1930er Jahren gestaltete Leberecht Migge viele Außenanlagen der in der Zeit der „Weimarer Republik“ entstandenen Bewegung des „Neuen Bauens“. Er arbeitete in dieser Zeit mit Architekten wie Otto Haesler (Georgsgarten, Celle), Bruno Taut und Martin Wagner (Hufeisensiedlung, Berlin-Britz, Bezirk Neukölln; Waldsiedlung Berlin-Zehlendorf) zusammen.
Zusammen mit Ernst May und dem Frankfurter Gartenbaudirektor Max Bromme gestaltete er den Übergang von der Frankfurter Kernstadt zu den neuen Siedlungen in der Peripherie. Die Gärten und Grünanlagen der Römerstadt-Siedlung sind ein bekanntes Beispiel für diese Zusammenarbeit am Projekt Neues Frankfurt.

### Sonneninsel
Migge pachtete 1931 die Insel Dommelwall vom Bezirk Köpenick im Südosten Berlins. Der Pachtvertrag wurde 1933 erneuert beziehungsweise verlängert. Landschaftlich gehört die Insel zum Gosener Sumpfgebiet, sie ist überwiegend sumpfig. Er ließ den nördlichen Teil der Insel 1932/33 mit Müll aufschütten. Dazu schloss er mit einer Berliner Müllentsorgungsgesellschaft einen Vertrag. Im nördlichen Teil der Insel entstand ein kleiner Steg, an der Westseite befindet sich eine kleine Liegewiese. Ebenfalls im nordöstlichen Teil befindet sich das von Migge gebaute Haus.
Auf der – in Anlehnung an den Sonnenhof in Worpswede benannten – "Sonneninsel" lebte Migge mit Liesel Elsässer, der Ehefrau von Martin Elsaesser. Später lebten und wohnten dort auch Menschen aus dem Freundeskreis von Migge und der Familie Elsässer, um den Bombenangriffen des Zweiten Weltkriegs zu entgehen. 1945–46 wurde die Insel von sowjetischen Soldaten mehrere Male geplündert und dann von den Bewohnern aufgegeben. Migges Idee war es auf der Insel eine Selbstversorger-Kreislaufwirtschaft zu erproben. Dieses Projekt und die Beziehung zwischen Migge sowie Liesel und Martin Elsaesser ist Thema des 2017 unter der Regie von Thomas Elsaesser, Martin Elsaessers Enkel, in Zusammenarbeit mit der Martin-Elsaesser-Stiftung entstandenen Dokumentarfilms Die Sonneninsel.

### Nationalsozialismus
Nachdem er lange Zeit mit dem Kommunismus sympathisiert hatte, begeisterte er sich 1932 für den Nationalsozialismus. Dadurch isolierte er sich von seinen langjährigen Freunden und Partnern des Neuen Bauens. Zugleich war er Vertretern der NS-Gartengestaltung als Linker und Exkommunist suspekt. Auch Anbiederungsversuche Migges an die NS-Ideologie in seinen späten Schriften blieben ohne Erfolg.

## Rezeption und Bedeutung für die Gegenwart
Die von Leberecht Migge mit Nachdruck vertretenen Ideen machten ihn unter seinen Kollegen zu einem „Einzelkämpfer“, obwohl viele seiner Vorstellungen der sozialen Situation seiner Zeit angepasst waren und von ihnen in einzelnen Aspekten geteilt wurden.
Mit seinen Arbeiten steht Migge in der Tradition der in der zweiten Hälfte des 19. Jahrhunderts einsetzenden Reformbestrebungen im großstädtischen Wohnungsbau und in der Stadtplanung, die schließlich in die Gartenstadtbewegung am Anfang des 20. Jahrhunderts mündete. Zu dieser Zeit waren für die Gestaltung des Freiraumes zunehmend die Kommunen verantwortlich. Förderlich hierfür waren Funktionskonzepte wie die Unterscheidung in „sanitäres“ und „dekoratives“ Grün (Camillo Sitte) und die Freiflächentheorie von Martin Wagner. Zu einer Intensivierung dieser Tendenzen kam es jedoch erst unter den geänderten gesellschaftspolitischen Rahmenbedingungen der Weimarer Zeit. Mit der wachsenden Bedeutung öffentlicher Grünflächen eröffneten sich auch für die privaten Grünräume neue Gestaltungsmöglichkeiten, die mit neuen Bau- und Siedlungsformen korrespondierten. Das Verhältnis von Innenwohnraum zu Außenwohnraum wurde zu einem charakteristischen Unterscheidungsmerkmal verschiedener Architekturströmungen und ihrer Protagonisten.
Da der Berufsstand der Gartenarchitekten traditionell für eine bürgerliche Klientel arbeitete, setzten sich die neuen Bestrebungen der Freiraumgestaltung im Geschosswohnungsbau nur langsam durch. So musste ein Mitarbeiter des Architekten Ernst May 1927 empört feststellen: „Es war, als gäbe es in Deutschland nur Schlösser und Zierparks und nicht tausende Menschen, die auf einem kleinen Stück Erde auch einen Garten der Schönheit haben möchten.“ Es verwundert daher nicht, dass die Arbeiten Leberecht Migges auf dem Gebiet des Neuen Bauens im Geschosswohnungsbau aus damaliger Sicht als die eines Außenseiters seiner Zunft erschienen. Migge entwarf im öffentlichen Raum vielfältige nutzungsorientierte Konzepte wie Spielbereiche für Kinder, gemeinschaftlich nutzbare Dachgärten, Ruhebereiche für Ältere oder auch der Müllentsorgung.
Migges besonderes Interesse galt dem privat nutzbaren Garten, der als „erweiterter Wohnraum“ diente. Dieses Konzept wurde bereits vor dem Ersten Weltkrieg von ihm zu serieller Anwendung weiterentwickelt. Hierzu Migge selbst: „Das Ziel der Garten-Industrialisierung ist, jedermann einen Garten zu verschaffen, einen technisch guten Garten.“
Ein weiterer Schwerpunkt Migges waren seine sozialreformerischen Bestrebungen, den benachteiligten Bevölkerungsgruppen eine Selbstversorgung zu ermöglichen. Diese Bestrebungen gehen bis in die Zeit vor dem Ersten Weltkrieg zurück. Auf diesem Gebiet war Migge durch seine publizistische Wirkung ein herausragender Verfechter dieser Ideen. Eine Untersuchung der Wirtschaftlichkeit ergab jedoch, dass eine Einführung des von ihm entwickelten Gartentyps kaum tragfähig war. Durch diese Bestrebungen kommt Migge dennoch ein großer Anteil an der Hinwendung der Gartenarchitektur zu kleinbürgerlichen und proletarischen Interessen zu.
Umstritten ist der Anteil Leberecht Migges an den Bauten der klassischen Moderne. Indem Migge dem sozialen und wirtschaftlichen Nutzen des Hausgartens eine dominierende Stellung beim Hausbau einräumte, war es genau das Gegenteil von dem, was das Bauhaus wollte: Der Freiraum sollte wie das Gebäude streng, einfach und funktional sein. Walter Gropius als einflussreichster Architekt des Bauhauses gestand dem Freiraum kaum Einfluss auf den Hausbau zu.
Migges Gedanke, dass jeder sich selbstversorgen können solle und dazu über Haus und Garten autonom verfügen müsse, wurde in den 1970er Jahren von der Kasseler Schule der Landschafts- und Freiraumplanung wieder aufgegriffen und weiterentwickelt: Autonomie im Gebrauch, die in der Freiraumplanung zu ermöglichen sei oder zumindest nicht verhindert werden solle.

## Ehrungen
- Die Leberecht-Migge-Anlage in Frankfurt-Kalbach-Riedberg wurde im April 2013 nach ihm benannt.[8]

## Werke (Auswahl)
- 1906: Park der Villa "Sechslinden" in Hamburg-Klein Flottbek, Bauherr Max Emden
- 1908/09: Die "Alster" von Roggendorf (Mecklenburg), Bauherr: Carl von Haase
- 1910: Wacholderpark in Hamburg-Fuhlsbüttel, als „öffentlicher Garten“ angelegt
- 1913: Park am Freiheitsplatz (heute: Slovanské náměstí) in Brünn
- 1913–1914: Mariannenpark in Leipzig-Schönefeld
- 1914–1918: Rüstringer-Stadtpark und Ehrenfriedhof in Wilhelmshaven
- 1918–1921: Gartendenkmal in der Berlin-Schöneberger Siedlung Lindenhof unweit des Alboinplatzes
- 1924: Ruhestätte für die Opfer der Revolution im Parkfriedhof Eichhof in Kronshagen und Kiel
- 1927–1929: Einschornsteinsiedlung in Duisburg-Mitte
- 1927–1933: Hufeisensiedlung in Berlin-Britz (in Zusammenarbeit mit Bruno Taut und Martin Wagner)
- 1930: Gartenanlage für Haus K. in O.

## Publikationen
- Hamburger Garten-Möbel. Jakob Ochs Gartenbau.Hamburg 1910. (Digitalisat)
- Die Gartenkultur des 20. Jahrhunderts. Diederichs, Jena 1913, (Digitalisat), (Nachdruck: GhK, Fachbereich Stadtplanung und Landschaftsplanung, Kassel 1983)
- Jedermann Selbstversorger! Eine Lösung der Siedlungsfrage durch neuen Gartenbau. Diederichs, Jena 1918, (Digitalisat)
- Die produktive Siedlungsloge. Intensive Siedlerschule auf der Grundlage der Selbsthilfe. Diederichs, Jena 1920.
- Deutsche Binnen-Kolonisation. Sachgrundlagen des Siedlungswesens. Hrsg.: Deutsche Gartenstadt Gesellschaft Berlin-Grünau, Deutscher Kommunal-Verlag, Berlin 1926.
- Der soziale Garten. Das grüne Manifest. Berlin-Friedenau 1926. (Nachdruck: Gebr. Mann, Berlin 1999, ISBN 3-7861-2291-1)
- Die wachsende Siedlung nach biologischen Gesetzen, Franckh, Stuttgart 1932.

### Allgemein
- Christine Ahrend: Die Bedeutung der demokratischen Planungsansätze der zwanziger Jahre für die emanzipatorischen Planungen der Gegenwart. In: Ulrich Eisel, Stefanie Schultz (Hg.): Geschichte und Struktur der Landschaftsplanung (= Landschaftsentwicklung und Umweltforschung. Band 83). Berlin 1991, ISBN 3-7983-1461-6, S. 247–278.
- Galia Bar Or: “Overcoming Artificial Divisions”: The City-Village Kibbutz. In: Die Gartenkunst 31 (2019), S. 327–332.
- Martin Baumann: Der Rationalismus im Park. Konzeptionen von Leberecht Migge für den Volkspark. In: Die Gartenkunst 32 (2020), S. 175–191.
- Martin Baumann: Planungen des Gartenarchitekten Leberecht Migge für die Freiräume von Siedlungen. In: Die Gartenkunst 31 (2019), S. 267–290.
- Martin Baumann: Freiraumplanung in den Siedlungen der zwanziger Jahre am Beispiel der Planungen des Gartenarchitekten Leberecht Migge. Trift, Halle 2002, ISBN 3-934909-13-2.
- Karin von Behr: Migge, Leberecht. In: Franklin Kopitzsch, Dirk Brietzke (Hrsg.): Hamburgische Biografie. Band 1. Christians, Hamburg 2001, ISBN 3-7672-1364-8, S. 206.
- Klaus Gereon Beuckers, Charlott Hannig: Siedlungsgrün und Stadtgrün. Der Gartenreformer Leberecht Migge (1881–1935) (= Kieler kunsthistorische Studien. Band 22). Ludwig, Kiel 2024, ISBN    978-3-86935-478-1.
- Helmut Böse, K.H. Hülbusch: Cotoneaster und Pflaster. Pflanzen und Vegetation als Gestaltungsmittel. In: Arbeitsgemeinschaft Freiraum und Vegetation (Hrsg.): Nachlese Freiraumplanung. Arbeitsgemeinschaft Freiraum und Vegetation, Kassel 1989, S. 23–32.
- Helmut Böse-Vetter: Migge im Nachfüllpack. Anmerkungen aus aktuellem Anlaß. In: Arbeitsgemeinschaft Freiraum und Vegetation (Hrsg.): Nachlese Freiraumplanung. Arbeitsgemeinschaft Freiraum und Vegetation, Kassel 1989, S. 16–23.
- Thomas Elsaesser: „Wie ein hochmögender Gebieter in Adams Kostüm“. Der späte Migge und die Anfänge der „Sonneninsel“. In: Die Gartenkunst 31 (2019), S. 315–326.
- Hansjörg Gadient, Sophie von Schwerin, Simon Orga: The Original Landscape Designs / Die originalen Gartenpläne 1910–1920. Birkhäuser, Basel 2019, ISBN 978-3-0356-1359-9.
- Gert Gröning: Die Alster von Roggendorf. Leberecht Migge und der Park von Haase. Eine Betrachtung aus hundertjähriger Distanz. In: Bernfried Lichtnau (Hg.): Bildende Kunst in Mecklenburg und Pommern von 1880 bis 1950. Berlin 2011, S. 497–517.
- Heiko Grunert: Leberecht Migge. Spartakus in Grün, an dem der rote sterben soll. In: Die Gartenkunst 31 (2019), S. 175–191.
- David H. Haney: Life and Work of Leberecht Migge in International Contexts. In: Die Gartenkunst 31 (2019), S. 291–306.
- Stefanie Hennecke: Die Parkanlagen von Leberecht Migge und sein Beitrag zur Stadtparkdiskussion in Hamburg. In: Die Gartenkunst 31 (2019), S. 237–250.
- David H. Haney: Vögel und Fische versus Kartoffeln und Kohl. Max Bromme, Leberecht Migge und die Grünflächenplanung im Neuen Frankfurt. In: Wolfgang Voigt u. a. (Hrsg.): Ernst May 1886–1970. Prestel, München 2011, ISBN 978-3-7913-5132-2, S. 69–78.
- David H. Haney: When Modern Was Green. Life and Work of Landscape Architect Leberecht Migge. Routledge, London / New York 2010, ISBN 978-0-415-56139-6.
- Ita Heinz-Greenberg: „Neues von Migge“. Das Selbstversorgerkonzept für Eretz Israel. In: Die Gartenkunst 10 (1998), S. 135–143.
- Klaus Hoppe: Ein „öffentlicher Garten“ in Fuhlsbüttel. In: Die Gartenkunst 31 (2019), S. 333–336.
- Grit Hottenträger: Das Siedlungsgrün der Römerstadt – ein bemerkenswertes Konzept. In: maybrief 47 (2017), S. 14–15.
- Inge Meta Hülbusch: „Jedermann Selbstversorger“. Das Koloniale Grün Leberecht Migges. In: Lucius Burckhardt (Hg.): Der Werkbund in Deutschland, Österreich und der Schweiz. Form ohne Ornament. Deutsche Verlags-Anstalt, Stuttgart 1978, ISBN 3-421-02529-0, S. 66–71.
- Susanne Karn, Gabi Lerch, Sophie von Schwerin (Hrsg.): Leberecht Migge. Überall Gärten! Für alle! 1910–1920. Birkhäuser, Basel 2024, ISBN 978-3-0356-2429-8 (online: https://library.oapen.org/handle/20.500.12657/9106)
- Ursula Keller: „Ein Hecht im Karpfenteich“. Leberecht Migge und die Gartenarchitekten seiner Zeit. In: Die Gartenkunst 31 (2019), S. 221–236.
- Ralf Krüger, Cord Panning: Die Parkanlage Schelploh. Ein bisher unbekanntes Gartendenkmal von Fritz Encke und Leberecht Migge. In: Die Gartenkunst 3 (1991), S. 307–318.
- Christoph Mohr: Jedermann Selbstversorger! „Urban gardening“ vor 100 Jahren. In: maybrief 47 (2017), S. 21–22.
- Lutz Oberländer: Der Aufbruch in die Moderne. Die Siedlung „Neu-Jerusalem“ von Erwin Gutkind und Leberecht Migge. disserta, Hamburg 2016, ISBN 978-3-95935-333-5.
- Jürgen von Reuß: Migge, Leberecht. In: Neue Deutsche Biographie (NDB). Band 17, Duncker & Humblot, Berlin 1994, ISBN 3-428-00198-2, S. 488 f. (Digitalisat).
- Michael Rohde: Ein Volkspark des 20. Jahrhunderts in Leipzig von Migge und Molzen. Parkpflegewerk für den Mariannenpark. In: Die Gartenkunst 8 (1996), S. 75–107.
- Johannes Rosenplänter: Zur Entstehung der 'Ruhestätte der Opfer der Revolution' auf dem Kieler Eichhoffriedhof 1918–1924. Ein Werk des Landschaftsarchitekten Leberecht Migge. In: Rolf Fischer (Hrsg.): Revolution und Revolutionsforschung. Beiträge aus dem Kieler Initiativkreis 1918/19 (= Sonderveröffentlichungen der Gesellschaft für Kieler Stadtgeschichte. Band 67). Ludwig, Kiel 2011, ISBN 978-3-86935-059-2.
- Jörg Schilling: „Die geistige Lage zwischen Garten und Haus bleibt schwierig“. Migge und die Hochbauarchitekten seiner Zeit. In: Die Gartenkunst 31 (2019), S. 175–191, S. 209–220.
- Jörg Schilling: Gärten für und in Massen – Leberecht Migges „Grünpolitik“ zwischen Main und Nidda. In: maybrief 47 (2017), S. 19–20.
- Sophie von Schwerin: Migge`s Gartenpläne für die Stadt – Beispiele aus dem Plankonvolut im Archiv für Schweizer Landschaftsarchitektur. In: Die Gartenkunst 31 (2019), S. 307–314.
- Sophie von Schwerin: Wiederentdeckt: Teilnachlass Leberecht Migges. In: maybrief 47 (2017), S. 23.
- Christiane Sörensen: WasserHorizonte VIII – Migge 2019. In: Die Gartenkunst 31 (2019), S. 337–343.
- Barbara Uppenkamp: Der Sonnenhof und die Siedlerschule in Worpswede. In: Die Gartenkunst 31 (2019), S. 251–266.

### Bibliografien
- Annette Grunert, Heino Grunert: Bibliographie zu Leberecht Migge. In: Die Gartenkunst 31 (2019), S. 344–362.
- Heidrun Hubenthal (Hrsg.): Bibliographie über Leberecht Migge. Findbuch zum Leberecht-Migge-Archiv. Infosystem Planung, Univ., Kassel 2004, ISBN 3-89117-140-4.

### Werkverzeichnisse
- Sophie von Schwerin: Leberecht Migge – Projektliste. In: Die Gartenkunst 31 (2019), S. 363–371.